# Werner Böckenförde
Werner Böckenförde (* 21. März 1928 in Hilders; † 26. November 2003 in Freiburg im Breisgau) war ein deutscher katholischer Theologe, Jurist und Domkapitular.

## Leben
Böckenförde war der zweite Sohn des Forstmeisters Josef Böckenförde und dessen Ehefrau Gertrud. Der ehemalige Richter des Bundesverfassungsgerichts Ernst-Wolfgang Böckenförde war sein Bruder. In Münster und Paderborn studierte er Theologie, verbunden mit einem Zweitstudium der Rechtswissenschaften. In Münster wurde er Mitglied des katholischen Studentenvereins Markomannia im KV. 1956 erfolgte die Promotion zum Doktor der Rechte, am 5. Juni 1957 die Weihe zum Priester durch Erzbischof Lorenz Jaeger in Paderborn. 1969 wurde er zum Doktor der Theologie promoviert.
Mit dem Abschluss des Theologiestudiums wurde Böckenförde Wissenschaftlicher Assistent bei Joseph Höffner in Münster, es folgte eine weitere Assistenz bei Joseph Ratzinger in Bonn und Münster. 1969 trat Böckenförde in den Dienst des Bistums Limburg ein. 1971 ernannte ihn der dortige Bischof Wilhelm Kempf zu seinem persönlichen Referenten; das Amt behielt er bis 1981. Darüber hinaus leitete er von 1972 bis zu seiner Pensionierung 1993 die Rechtsabteilung des Bistums. Im Jahre 1976 wurde er Mitglied des Bischöflichen Domkapitels. An der Johann Wolfgang Goethe-Universität Frankfurt am Main lehrte er ebenfalls ab 1976 als Honorarprofessor Katholisches Kirchenrecht und Staatskirchenrecht.

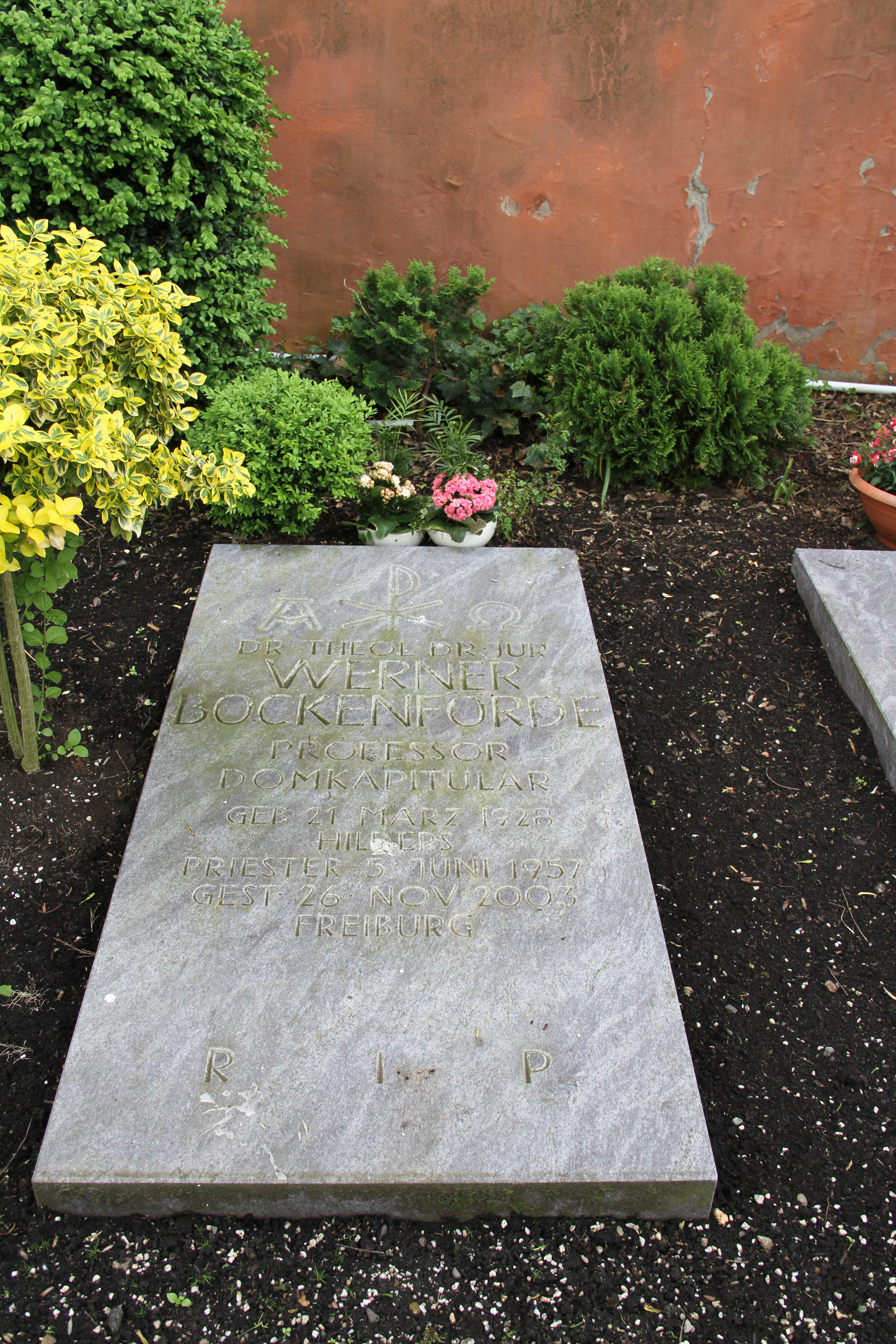
Grab Werner Böckenfördes auf dem Friedhof am Limburger Dom

Werner Böckenförde wurde am 6. Dezember 2003 auf dem Domherrenfriedhof in Limburg beigesetzt.

## Werke
- Der allgemeine Gleichheitssatz und die Aufgabe des Richters: Ein Beitrag zur Frage der Justiabilität von Artikel 3 Absatz 1 des Bonner Grundgesetzes (Dissertation). Berlin: W. de Gruyter, 1957.
- Das Rechtsverständnis der neueren Kanonistik und die Kritik Rudolph Sohms: Eine ante-kanonistische Studie zum Verhältnis von Kirche und Kirchenrecht. (Dissertation). Münster: Kath.-theol. Fakultät der Universität, 1969.
- Kirche und Kirchenrecht: Gesammelte Aufsätze von Hans Barion; herausgegeben von Werner Böckenförde. Paderborn: Schöningh Verlag, 1984; ISBN 3-506-70580-6.